# Терехов, Владимир Михайлович
 Владимир Михайлович Терехов  (1929—2015) — доктор технических наук, профессор кафедры Автоматизированного электропривода Института электротехники МЭИ, автор нескольких учебников по электроприводам.

## Биография
Родился в 1929 году. В 1953 году окончил Московский энергетический институт. Продолжил образование в аспирантуре МЭИ, одновременно некоторое время работал на предприятии ВНИИ Электропривод, потом полностью отдался учёбе в аспирантуре.
После окончания учёбы проходил научную стажировку в Политехническом институте г. Штутгарта, Германия, устроился на работу в МЭИ. В Московском энергетическом институте работал на кафедре Автоматизированного электропривода Института электротехники (ИЭТ МЭИ) на должностях ассистента, доцента, профессора.
С участием В. Терехова в институте стали преподавать дисциплины «Системы управления электропривода», «Электропривод и автоматизация общепромышленных механизмов», «Элементы автоматизированного электропривода». Под его руководством была создана лаборатория по системам управления электроприводами.
Профессор Терехов В. М. — специалист в области высокоточных следящих электроприводов специального назначения, его электроприводы в устройствах наведения антенн были установлены в комплексе дальней космической радиосвязи системы «Орбита».
Область научных интересов ученого: методы расчета переходных процессов сложных систем электропривода, нечёткая логика в теории управления электроприводами, оптимальное построение широкого класса высокоточных многодвигательных следящих электромеханических систем др.
Терехова В. М. имеет 10 авторских свидетельств, является автором около 65 научных работ, включая 20 учебников и учебно-методических пособий, 43 научные статьи и др. Под его руководством было подготовлено и защищено 8 кандидатских диссертаций.

### Интересы
Туризм, занимался байдарочным и лыжным спортом, играл на баяне.

## Труды
В. М. Тереховым написал учебники: «Основы автоматизированного электропривода», «Непрерывные и цифровые системы управления скоростью и положением электроприводов», «Системы управления электропривода», «Электропривод и автоматизация общепромышленных механизмов» и учебные пособия:
- Замкнутые системы управления: методическое пособие по курсу «Системы управления электроприводов» для студентов, обучающихся по направлению «Электротехника, электромеханика и электротехнологии» / В. М. Терехов, О. И. Осипов, А. С. Лебедев ; М-во образования и науки Российской Федерации, Федеральное агентство по образованию, МЭИ. М.: Изд. дом МЭИ, 2007 (Красноармейск (Моск. обл.): Тип. НИИ «Геодезия»).
- Электропривод и автоматизация общепромышленных механизмов: / В. И. Ключев, В. М. Терехов; ред. Н. Ф. Ильинский ; Министерство высшего и среднего специального образования СССР. МЭИ, кафедра электропривода и автоматизации промышленных установок. М. 1971.